# Seconda Lega (hockey su ghiaccio)
La Seconda Lega è il 4º campionato di livello (su 6) in Svizzera.
Il campionato è diviso in 3 gruppi (Est, ovest e centro), che sono ancora divisi in 2 gironi.

## Storia

### Denominazioni
- 1947-1962: Prima Lega
- dal 1962: Seconda Lega

## Partecipanti stagione 2012-2013

### Regione Est

#### Gruppo 1 - 12 squadre
- EHC Bassersdorf
- GDT Bellinzona
- HC Biasca 3 Valli
- EHC Dürnten Vikings
- SC Küsnacht
- KSC Küssnacht am Rigi
- HC Luzern
- Rapperswil-Jona Lakers
- EHC Schaffhausen
- EHC Urdorf
- EHC Wetzikon
- EV Zug

#### Gruppo 2 - 11 squadre
- EV Dielsdorf-Niederhasli
- Club da hockey Engiadina
- EHC Illnau-Effretikon
- EHC Kreuzlingen-Konstanz
- EHC Lenzerheide-Valbella
- HC Prättigau-Herrschaft
- SC Rheintal
- EHC St. Gallen
- EHC St. Moritz
- EHC Wallisellen
- SC Weinfelden

### Regione Centro

#### Gruppo 3 - 10 squadre
- SC Altstadt Olten
- EHC Brandis
- EHC Bucheggberg
- Huttwil Falcons
- EHC Koppigen
- SC Langenthal
- EHC Laufen
- EHC Meinisberg I
- EHC Rheinfelden
- Wettingen-Baden

#### Gruppo 4 - 10 squadre
- SC Bönigen
- EHC Boll
- SC Freimettigen
- EHC Kandersteg
- EHC Mirchel
- HC Münchenbuchsee-Moosseedorf
- EHC Oberlangenegg
- EHC Rot-Blau Bern-Bümpliz
- EHC Schwarzenburg
- EHC Worb

### Regione Ovest

#### Gruppo 5 - 12 squadre
- CP Fleurier
- HC Franches-Montagnes
- HC Le Locle
- HC Le Mouret
- HC Moutier
- HC Ponts-de-Martel
- HC Sarine-Eagles
- EHC SenSee
- HC Serrières-Peseux
- HC Star Chaux-de-Fonds
- Tramelan HC
- HC Vallée de Joux

#### Gruppo 6 - 12 squadre
- HC Château-d'Oex
- HC Crans-Montana
- Genève-Servette HC Ass.
- HC Leysin
- HC RED ICE/Mart.-Verb.-Entr.
- CP de Meyrin
- HC Monthey-Chablais
- HC Prilly Black Panthers
- HC Portes du Soleil
- EHC Raron
- HC Renens
- HC3Chêne

## Regular season
Le squadre si affrontano (andata e ritorno), le miglior 4 di ogni girone fanno i play-off contro le miglior 4 del girone del stesso gruppo, il vincente va in Prima Lega; invece l'ultimo affronta l'ultimo dell'altro girone per rimanere in Seconda Lega.